# Biòpsia líquida
La biòpsia líquida és un tipus de biòpsia, en la qual no és necessària l'extracció de teixit tumoral, per determinar l'evolució del càncer d'un pacient. Aquest nou mètode permet obtenir uns resultats fins i tot més precisos que amb la biòpsia tradicional, amb una simple anàlisi de sang.

## Funcionament
Els tumors alliberen petits fragments d'ADN a la sang, i aquest és el principi bàsic en el qual es fonamenta la biòpsia líquida. A partir de l'anàlisi de mostres de sang, es pot detectar el tumor i obtenir-ne informació. Aquesta informació és molt precisa, ja que s'analitza tot el tumor, i no només un fragment com en la biòpsia convencional.
La biòpsia liquida aporta informació sobre el volum del tumor, fet que permet veure l'evolució del càncer. També permet observar la resistència als fàrmacs i així ajustar-ne les dosis. Quan no hi hagi presència d'ADN provinent d'un tumor en el torrent sanguini vol dir que el pacient està curat.

## Avantatges
- Menys agressiva: La biòpsia tradicional és una prova complicada, i dolorosa i incòmoda per al pacient, ja que es tracta del tall d'un tros de teixit, i en molts casos requereix una intervenció quirúrgica. En canvi la biòpsia liquida només necessita una mostra de sang.[3]
- Més precisa: Al contrari que la biòpsia tradicional, proporciona informació de tot el tumor, i no només de d'una part com en el cas de biòpsia tradicional. A més, com és procediment poc invasiu, es pot repetir amb molta freqüència i, per tant, obtenir dades molt especifiques i actualitzades de l'estat d'un pacient.[3]
- Més ràpida: els resultats es poden obtenir en 2 o 3 dies o fins i tot en hores.[3]

## El VHIO
El Vall d'Hebron Institut d'Oncologia ha estat clau en el desenvolupament de la biòpsia liquida, ja que ha estat el primer centre de recerca del món a fer servir aquesta tècnica.
Quan es superi l'aprovació de Conformitat Europea podrà començar-se a aplicar-se en hospitals.